# Bắc Tề Văn Tuyên Đế
Bắc Tề Văn Tuyên Đế (北齊文宣帝) (526–559), tên húy là Cao Dương (高洋), tên tự Tử Tiến (子進), miếu hiệu là Hiển Tổ, là vị hoàng đế khai quốc của triều đại Bắc Tề trong lịch sử Trung Quốc. Ông là con trai thứ của Thượng trụ quốc Cao Hoan của Đông Ngụy, và sau khi anh trai Cao Trừng qua đời vào năm 549, ông trở thành người cai trị trên thực tế của đế quốc. Năm 550, ông đã buộc Đông Ngụy Hiếu Tĩnh Đế phải nhường ngôi cho mình, kết thúc triều Đông Ngụy và mở đầu triều Bắc Tề.
Trong giai đoạn đầu trị vì, Văn Tuyên Đế chú tâm đến các vấn đề quân sự, vì thế sức mạnh quân sự của Bắc Tề lúc này ở vào thời kỳ đỉnh cao. Ông cũng đã cố cân bằng gánh nặng thuế và giảm bớt hủ bại bằng cách trả bổng lộc đầy đủ cho các quan lại. Ông giao phó hầu hết chính sự cho một người có tài là Dương Âm (楊愔), và trong một khoảng thời gian, triều đình đã hoạt động hiệu quả còn quân đội thì hùng mạnh. Tuy nhiên, cuối cùng Văn Tuyên Đế lại trở nên tàn bạo và có các hành vi thất thường có nguồn gốc từ chứng nghiện rượu, điều này đã khiến chính quyền của ông rơi vào hỗn loạn.

## Cuộc sống ban đầu
Cao Dương sinh năm 526, lúc này cha Cao Hoan của ông là một tướng người Tiên Ty dưới trướng đại tướng Nhĩ Chu Vinh của Bắc Ngụy. Mẹ của ông là một người Tiên Ti tên là Lâu Chiêu Quân- chính thất của Cao Hoan, bà đã cung cấp hỗ trợ tài chính cho sự nghiệp ban đầu của Cao Hoan. Cao Dương là con trai thứ, sau huynh trưởng Cao Trừng. Sau khi Nhĩ Chu Vinh mất vào năm 530, Cao Hoan đã lật đổ gia tộc Nhĩ Chu và trở thành người cai trị thực tế của Bắc Ngụy, và sau khi Bắc Ngụy bị phân liệt thành Đông Ngụy và Tây Ngụy vào năm 534, Cao Hoan nắm quyền kiểm soát trên thực tế tại Đông Ngụy. Cao Dương vì thế đã trưởng thành trong một gia đình quyền lực, và được phong tước Thái Nguyên công vào năm 535.
Khi còn nhỏ, Cao Dương không được đánh giá cao, ông vụng về trong giao tiếp và đôi khi được xem là bị mắc chứng phát triển chướng ngại, không thể làm nhiều việc bình thường như những đứa trẻ khác. Tuy nhiên, ông thực sự có khả năng lớn trên nhiều lĩnh vực, và trong một lần, khi Cao Hoan cố gắng kiểm tra trí thông minh những người con trai của mình bằng cách bắt họ phải gỡ các cuộn chỉ rối, Cao Dương đã rút kiếm cắt cuộn chỉ thành nhiều mảnh, nói rằng đó là cách duy nhất. Khi các con trai trưởng thành hơn, trong một dịp, Cao Hoan muốn kiểm tra tài quân sự của họ bằng cách lệnh cho tướng Bành Nhạc tiến hành một cuộc tấn công giả về phía họ. Tất cả các con trai khác của Cao Hoan, bao gồm cả trưởng tử Cao Trừng, đều sợ hãi, song Cao Dương đã phản ứng một cách bình tĩnh và đã thực sự bắt được Bành Nhạc. Khi trưởng thành, ông tiếp tục thể hiện là một người vụng về và không thông minh, huynh trưởng Cao Trừng thường đánh giá thấp ông.
Cao Trừng đã được cha giao cho kiểm soát nhiều lĩnh vực trong triều đình Đông Ngụy, và đến khi cha của ông qua đời vào năm 547, Cao Trừng trở thành người cai trị trên thực tế của đế quốc. Ông ta tiến hành củng cố hơn nữa quyền lực của mình, và khi Đông Ngụy Hiếu Tĩnh Đế cố gắng tiến hành một âm mưu nhằm giết Cao Trừng, Cao Trừng đã khám phá ra âm mưu và tiến hành quản thúc Hiếu Tĩnh Đế. Sau đó, Cao Trừng lập kế hoạch tiếm vị, song tại một cuộc hội đàm vào năm 549 tại kinh đô Nghiệp thành (鄴城, nay thuộc Hàm Đan, Hà Bắc) với các trợ thủ gồm Trần Nguyên Khang (陳元康), Thôi Quý Thư (崔季舒), và Dương Âm, để thảo luận về các thủ tục cho hành động tiếm vị, Cao Trừng đã bị một nô bộc là Lan Kinh sát hại. Vào thời điểm đó, Cao Dương tình cờ đang ở tại Nghiệp thành, và ông nhanh chóng tập hợp quân lính giết chết Lan Kinh và các đồng phạm. Ông quyết định không ngay lập tức công bố cái chết của huynh trưởng, trong khi đó tiến hành củng cố quyền lực của mình.

## Phụ chính đại chính Đông Ngụy
Ban đầu, khi nghe được tin đồn rằng Cao Trừng đã chết, Hiếu Tĩnh Đế nghĩ rằng đây là cơ hội để mình giành lại quyền lực. Tuy nhiên, đến khi thấy Cao Dương phô trương bằng cách đưa 200 lính tháp tùng, Đông Ngụy Hiếu Tĩnh Đế nhận thấy rằng sẽ không dễ để đối phó với Cao Dương. Trong khi đó, Cao Dương tiến về thành trì của họ Cao là Tấn Dương (晉陽, nay thuộc Thái Nguyên, Sơn Tây), và củng cố quyền chỉ huy quân sự của mình tại đó. Bằng các quyết định nhanh chóng và thận trọng, Cao Dương nhanh chóng gây ấn tượng với các tướng khi trước đã từng xem thường ông.
Vào mùa thu và mùa đông năm 549, nhân việc nhà Lương kình địch ở phương Nam rơi vào cảnh hỗn loạn do cuộc nổi dậy của Hầu Cảnh (Hầu Cảnh nguyên là một tướng của Đông Ngụy song đã hàng Lương vào năm 547), Cao Dương đã phái Bành Nhạc đem quân đi đánh các châu biên giới của Lương, dễ dàng chiếm được khu vực nằm giữa Hoài Hà và Trường Giang.
Vào mùa xuân năm 550, Cao Dương buộc Đông Ngụy Hiếu Tĩnh Đế phải trao cho mình tước hiệu lớn hơn là Tề quận vương. Hai tháng sau đó, tước hiệu của ông được thăng tiếp thành Tề vương.
Vào mùa hè năm 550, theo lời khuyên từ các quan Cao Đức Chính (高德政), Từ Chi Tài (徐之才), và Tống Cảnh Nghiệp (宋景業), Cao Dương đã quyết định tiếm vị, bất chấp quan điểm e dè từ Lâu vương thái hậu. Cao Dương đã dẫn quân tiến từ Tấn Dương đến Nghiệp thành, song ngay khi ông đang trên hành trình và tiến đến thành Bình Đô (平都, nay thuộc Tấn Trung, Sơn Tây) ở nửa đường, các quan lại phần lớn đều giả bộ lờ đi lời đề nghị lên ngôi của ông, vì thế Cao Dương đành phải quay trở lại Tấn Dương. Ngay sau đó, Cao Dương buộc Hiếu Tĩnh Đế phải ban thánh chỉ ban cửu tích cho mình, thể hiện rõ dã tâm muốn đoạt lấy ngai vàng. Cao Dương sau đó lại tiến về Nghiệp thành, Hiếu Tĩnh Đế đã phải thiện nhượng cho ông, kết thúc triều Đông Ngụy và mở đầu triều Bắc Tề, Cao Dương trở thành Bắc Tề Văn Tuyên Đế. Văn Tuyên Đế phong cho cựu hoàng Đông Ngụy làm Trung Sơn vương; truy phong Cao Hoan và Cao Trừng làm hoàng đế, và tôn phong mẹ làm hoàng thái hậu.

## Thời kỳ trị vì ban đầu
Trong thời gian đầu Văn Tuyên Đế trị vì, ông lưu tâm đến các vấn đề quan trọng của đế quốc, đặc biệt là quân sự. Ông đã sửa lại pháp luật của Đông Ngụy, và lựa chọn các quân nhân ưu tú từ cả hai tộc Tiên Ti và Hán để thành lập các đội quân trấn thủ biên giới. Để cân bằng gánh nặng sưu thuế và lao dịch, ông đã phân các hộ trong lãnh thổ mình cai trị thành chín hạng dựa trên tình trạng giàu nghèo của họ, yêu cầu những hộ giàu phải trả nhiều thuế hơn và những hộ nghèo phải thực hiện lao dịch nhiều hơn. Kế thừa từ cha và huynh trưởng, ông phân thời gian của mình giữa Nghiệp thành và Tấn Dương, biến Tấn Dương trở thành bồi đô trên thực tế.
Mặc dù Văn Tuyên Đế là người Hán bị Tiên Ti hóa, song cũng giống như cha Cao Hoan, ông xem mình là người Tiên Ti thay vì người Hán. Thậm chí ông còn đi xa hơn cha khi xem nhẹ các truyền thống của người Hán, không muốn thực hiện chúng. Cao Đức Chính và một viên quan khác là Cao Long Chi (高隆之) do muốn lấy lòng Đoàn Thiệu (段韶) nên đã đề xuất Cao Dương lập em gái của Đoàn Thiệu, đang là một người thiếp, làm hoàng hậu. Văn Tuyên Đế đã không làm theo lời khuyên của họ, ông đã lập chính thất Lý Tổ Nga làm hoàng hậu và lập con trai do bà sinh ra là Cao Ân làm hoàng thái tử.
Trước việc Cao Dương tiếm vị và lập ra triều Bắc Tề, tướng Vũ Văn Thái của Tây Ngụy đã tiến hành một cuộc tấn công lớn vào Bắc Tề. Văn Tuyên Đế thân chinh đem quân đi chống lại Vũ Văn Thái. Khi Vũ Văn Thái nhận thấy quân Bắc Tề của Văn Tuyên Đế được tổ chức tốt, ông ta đã thở dài và nói: "Cao Hoan chưa chết". Vũ Văn Thái đã không thể đánh bại các biện pháp phòng thủ của Văn Tuyên Đế và buộc phải cho quân triệt thoái, và trên thực tế đã để mất một số quận biên giới cho Bắc Tề trong chiến dịch này.
Khoảng tết năm 552, Văn Tuyên Đế muốn giết chết cựu hoàng Đông Ngụy, tức Trung Sơn vương. Đầu tiên, ông cho mời chị gái Thái Nguyên vương phi (chính thất của Trung Sơn vương) đến một buổi tiệc. Ngay sau khi vương phi dời khỏi phủ vương gia, Văn Tuyên Đế đã phái sát thủ đến buộc Trung Sơn vương phải uống thuốc độc, và cũng có thể đã giết chế ba con trai của cựu hoàng Đông Ngụy. Văn Tuyên Đế an táng cựu hoàng đế với danh dự hoàng đế, song vào một thời điểm sau này, không rõ nguyên cớ vì sao, ông đã cho đào quan tài của cựu hoàng đế và ném xuống Chương Thủy (漳水, chảy gần Nghiệp thành).
Vào mùa xuân năm 552, Văn Tuyên Đế thân chinh dẫn quân đi đánh bộ lạc Khố Mặc Hề (trên thượng du lưu vực Liêu Hà) và giành được đại thắng. Khoảng thời gian này, ông cũng cử các tướng lính đem quân đi chiếm các thành biên giới với Lương, tận dụng thời cơ quân Lương đang giao chiến với quân của Hầu Cảnh. Bắc Tề vẫn tiếp tục các chiến dịch chiếm thành của Lương ngay cả sau khi Hầu Cảnh đã bị đánh bại vào năm 552, song vào thời điểm này ông không mở một cuộc tấn công lớn đơn lẻ nào vào lãnh thổ Lương. Các chiến dịch kết thúc vào mùa đông năm 552, và Văn Tuyên Đế trên thực tế đã hứa hẹn với các tướng Vương Tăng Biện (王僧辯) và Trần Bá Tiên (được Lương Nguyên Đế giao trấn giữ nửa lãnh thổ phía đông của Lương) để trở về các thành Quảng Lăng (廣陵, nay thuộc Dương Châu, Giang Tô) và Lịch Dương (歷陽, nay thuộc Sào Hồ, An Huy).
Cũng vào mùa đông năm 552, Văn Tuyên Đế đã thân chinh từ Tấn Dương đến Li Thạch (離石, nay thuộc Lữ Lương, Sơn Tây), và ông hạ lệnh cho xây dựng một đoạn trường thành từ Hoàng Lô lĩnh (黃櫨嶺, nay cũng thuộc Lữ Lương) đến Xã Bình thú (社平戍, nay thuộc Hãn Châu, Sơn Tây), nhằm phòng thủ trước Tây Ngụy và Đột Quyết.
Vào mùa đông năm 553, các bộ tộc Khiết Đan xua quân tấn công biên giới phía bắc của Bắc Tề, Văn Tuyên Đế đã thân chinh đi đánh Khiết Đan và trong chiến dịch này, ông được mô tả là đã thể hiện được bản thân trước các hiểm nguy và có đóng góp lớn trên phương diện cá nhân vào việc đánh bại người Khiết Đan.
Cũng trong mùa đông năm 553, do muốn đưa một người hữu hảo với Bắc Tề lên ngai vàng của Lương, Văn Tuyên Đế đã ủy thác cho một đội quân do Quách Nguyên Kiến (郭元建) chỉ huy đi hộ tống cháu trai của Lương Nguyên Đế là Tiêu Thoái (蕭退), người đã hàng Đông Ngụy vào năm 548, trở về lãnh thổ Lương. Tuy nhiên, quân Bắc Tề đã bị tướng Hầu Thiến (侯瑱) của Lương đánh bại, Tiêu Thoái phải trở về Nghiệp thành.
Khoảng tết năm 554, tàn dư của Nhu Nhiên đã đầu hàng Bắc Tề để tìm kiếm sự bảo hộ trước các cuộc tấn công của Đột Quyết. Văn Tuyên Đế đã thân chinh Đột Quyết, và sau đó lập Uất Cửu Lư Am La Thần (郁久閭菴羅辰) làm khả hãn mới của Nhu Nhiên, cho định cư người Nhu Nhiên tại Mã Ấp (馬邑, nay thuộc Sóc Châu, Sơn Tây) trong lãnh thổ Bắc Tề.
Đến mùa xuân năm 554, với sự trợ giúp của lão tướng Hộc Luật Kim và hoàng đệ là Thường Sơn vương Cao Diễn, Văn Tuyên Đế đã tiến hành một cuộc tấn công lớn nhằm vào bộ tộc Sơn Hồ (山胡) tại khu vực thuộc Lữ Lương ngày nay. Sau khi giành chiến thắng, ông đã hạ lệnh tàn sát tất cả nam giới Sơn Hồ từ 11 tuổi trở lên, biến nữ giới và nam thiếu nhi Sơn Hồ thành chiến lợi phẩm để trao cho binh sĩ Bắc Tề. Khi một trong các tướng chỉ huy của ông chết do phó tướng chỉ huy Lộ Huy Lễ (路暉禮) đã không thể ứng cứu, Văn Tuyên Đế đã ra lệnh cắt các cơ quan nội tạng của Lộ Huy Lễ ra khỏi cơ thể và đưa cho các binh lính ăn. Nhiều sử gia truyền thống, bao gồm Lý Diên Thọ- tác giả của Bắc sử, và Tư Mã Quang- tác giả của Tư trị thông giám, xem trận chiến này là bước ngoặt trong sự cai trị của Văn Tuyên Đế vì sau đó, ông đã bắt đầu thực hiện các hành động mãnh liệt và thất thường. Giả dụ vào mùa xuân năm 554, khi người Nhu Nhiên nổi dậy, ông đã thân chinh đánh bại Uất Cửu Lư Am La Thần, vì cảm thấy rằng chiến mã do An Định quận vương Hạ Bạt Nhân (賀拔仁) cung cấp không đủ phẩm chất, ông đã trừng phạt Hạ Bạt Nhân bằng cách tuốt tóc và giáng làm thường dân, thậm chí còn bắt Hạt Bạt Nhạc làm lao công trong một nơi chế biến than đá. Một sự việc khác xảy ra vào mùa thu năm 554, sau khi ông cho giết viên quan tên Nguyên Húc (元旭), cũng là một thân vương của Bắc Ngụy trước đây, ông đã nhớ đến những lần Cao Long Chi (bằng hữu của Nguyên Húc) từng khinh rẻ mình khi còn chưa nắm đại quyền Đông Ngụy, vì thế ông đã cho đánh đập khốc liệt Cao Long Chi và người này đã chết vài hôm sau đó; và tại một thời điểm sau đó, do vẫn còn tức giận, ông đã cho bắt giữ 20 người con trai của Cao Long Chi, lệnh cho 20 đao phủ chặt đầu họ cùng một lúc, và sau đó quăng thi thể của họ và thi thể của Cao Long Chi xuống Chương Thủy.
Bắt đầu từ năm 551, Văn Tuyên Đế đã hạ lệnh cho Ngụy Thâu biên soạn chính sử về triều Bắc Ngụy. Ngụy Thâu đã hoàn thành công việc vào năm 554, song tác phẩm Ngụy thư của ông bị nhiều người chỉ trích là đã nói xấu tổ tiên của nhiều đối thủ chính trị (đến nỗi họ đánh giá đây là "uế thư"), và một số quan lại đã dâng tấu kể tội Ngụy Thâu. Ngụy Thâu đã gửi một thỉnh nguyện thư cho Văn Tuyên Đế để bảo vệ mình, cuối cùng Văn Tuyên Đế đã cho bỏ tù các quan lại đã kể tội Ngụy Thâu và tin rằng hành động này là nhằm bảo vệ tính chính trực của lịch sử.
Vào cuối năm 554, Tây Ngụy mở một cuộc tấn công lớn nhằm vào Giang Lăng (江陵, nay thuộc Kinh Châu, Hồ Bắc), khi đó là kinh đô của Lương. Văn Tuyên Đế đã ủy thác cho em họ của Cao Hoan là Thanh Hà quận vương Cao Nhạc dẫn quân đi đánh phía tây An châu (安州, nay gần tương ứng với Hiếu Cảm, Hồ Bắc) nhằm giảm bớt áp lực cho Giang Lăng, song khi Cao Nhạc đến nơi thì Giang Lăng đã thất thủ, Tây Ngụy bắt giữ và sau đó hành quyết Lương Nguyên Đế.

## Thời kỳ trị vì sau
Tây Ngụy tuyên bố cháu trai của Lương Nguyên Đế là Tiêu Sát trở thành hoàng đế của triều Lương, song hành động này không được hầu hết các tướng Lương công nhận, và người đứng đầu trong số họ là Vương Tăng Biện (王僧辯) đã đón con trai của Nguyên Đế là Tấn An vương Tiêu Phương Trí đến cố đô Kiến Khang của Lương, lập Tiêu Phương Trí làm Lương vương vào mùa xuân năm 555 và chuẩn bị để lập người này làm hoàng đế. Tuy nhiên, Văn Tuyên Đế lại có một ý tưởng khác, ông đã lập em họ của Nguyên Đế là Trinh Dương hầu Tiêu Uyên Minh (bị Đông Ngụy bắt giữ vào năm 547 khi Lương phái quân giúp Hầu Cảnh chống Đông Ngụy) làm hoàng đế Lương, Văn Tuyên Đế đã phái hoàng đệ là Thượng Đảng vương Cao Hoán (高渙) dẫn quân hộ tống Tiêu Uyên Minh về Lương. Văn Tuyên Đế đã viết thư thuyết phục Vương Tăng Biện tiến cử Tiêu Uyên Minh làm hoàng đế, lập luận rằng Tiêu Phương Trí còn quá nhỏ tuổi (12 tuổi). Vương Tăng Biện ban đầu không chấp thuận Tiêu Uyên Minh, song sau khi các tướng của mình để thua Cao Hoán trong một vài trận đánh, ông ta đã quyết định phục tùng. Tiêu Uyên Minh trở thành hoàng đế của triều Lương, song triều đại này đã trở thành một chư hầu của Bắc Tề.
Tuy nhiên, chỉ bốn tháng sau đó, tình thế đã thay đổi. Do không hài lòng về việc Tiêu Uyên Minh lên ngôi, Trần Bá Tiên đã tiến hành một cuộc tấn công bất ngờ vào Kiến Khang từ căn cứ của mình tại Kinh Khẩu (京口, nay thuộc Trấn Giang, Giang Tô), giết chết Vương Tăng Biện và buộc Tiêu Uyên Minh phải thiện nhượng cho Tiêu Phương Trí, tức Kính Đế. Ban đầu, Trần Bá Tiên tuyên bố rằng Lương vẫn nguyện làm chư hầu, và Tuyên Văn Đế đã phái Tư Mã Cung (司馬恭) đến tuyên thệ với các quan triều Lương. Tuy nhiên, khi một vài tướng trung thành với Vương Tăng Biện nổi dậy chống lại Trần Bá Tiên sau cái chết của chủ tướng, Văn Tuyên Đế đã thay đổi ý định, đặc biệt là sau khi hai người là Từ Tự Huy (徐嗣徽) và Nhâm Ước (任約) quy phục ông, thực hiện một cuộc đột kích vào Thạch Đầu thành gần Kiến Khang và chiếm được thành. Văn Tuyên Đế phái tướng Tiêu Quỹ (蕭軌) đến trợ giúp cho Từ Tự Huy và Nhâm Ước. Tuy nhiên, quân của Trần Bá Tiên đã đánh bại quân Bắc Tề cùng quân của Từ và Nhâm, và trợ thủ của Tiêu Quỹ là Liễu Đạt Ma (柳達摩) bị quân Trần Bá Tiên vây hãm tại Thạch Đầu thành nên phải cầu hòa. Trần Bá Tiên chấp thuận, song đến khi Liễu Đạt Ma trở về Bắc Tề, ông ta đã bị Văn Tuyên Đế ra lệnh hành quyết.
Trong lúc tiến hành chiến dịch chống Lương, Văn Tuyên Đế đã thể hiện sự thất thường ngày càng tăng của mình, ông đố kỵ trước thực tế rằng người thiếp Tiết thị của mình trước đây đã từng có một mối quan hệ tình dục với Cao Nhạc, vì thế ông đã buộc Cao Nhạc phải tự sát. Sau đó ông chặt đầu Tiết thị và giữ thủ cấp của bà trong ống tay áo. Tại một bữa tiệc ngay trong hôm nó, ông đã quăng thủ cấp của Tiết thị lên một cái đĩa và cắt thi thể của bà thành nhiều mảnh, bắt đầu đùa giỡn với chân của bà, khiến tất cả những người dự tiệc sửng sốt. Cuối bữa tiệc, ông bọc các phần thi thể của Tiết thị lại và bắt đầu khóc lóc.
Vào mùa thu năm 555, Văn Tuyên Đế trở nên tin chắc rằng Phật giáo và Đạo giáo nên là một tôn giáo, và một trong hai cần phải sáp nhập vào cái còn lại. Ông đã lệnh cho các tu sĩ Phật giáo và Đạo giáo hàng đầu tranh luận trước mặt mình, và ông tuyên bố rằng các Phật tử là những người chiến thắng, lệnh cho Đạo giáo phải hợp nhất vào Phật giáo và các tu sĩ Đạo giáo phải trở thành sư. Ban đầu, một số tu sĩ Đạo giáo không chấp thuận thánh chỉ này, song sau khi bốn tu sĩ bị hành quyết, những người khác đã chịu khuất phục, còn Đạo giáo bị nghiêm cấm trong lãnh thổ Bắc Tề.
Vào mùa xuân năm 556, các trận chiến biên giới giữa Bắc Tề và Lương tái bùng phát, Bắc Tề chuẩn bị tiến hành chiến dịch khác chống lại Lương. Đến mùa hè năm 556, quân Bắc Tề trở lại bờ nam Trường Giang, hoạt động tại vùng phụ cận Kiến Khang, song lâm vào thế bế tắc trước quân Lương, cuối cùng bị Trần Bá Tiên và các tướng lĩnh của ông ta đánh bại sau khi cạn nguồn lương thảo. Một số tướng Bắc Tề đã bị Lương bắt được và hành quyết, đáp lại, Văn Tuyên Đế cho giết Trần Đàm Lãng (陳曇朗)- con tin của Lương tại Bắc Tề.
Vào lúc này, các hành động thất thường của Văn Tuyên Đế ngày càng lớn về phạm vi, bắt nguồn từ chứng nghiện rượu của ông. Như mô tả của Tư Mã Quang trong Tư trị thông giám:
... [Văn Tuyên Đế] uống rất nhiều và sống phóng đãng, thực hiện các hành vi cuồng bạo theo ý muốn nhất thời của mình. Đôi khi ông ca hát và nhảy múa từ ngày đến đêm. Đôi khi ông trải tóc mình ra và mặc Hồ phục với khăn quàng màu sắc. Đôi khi ông để lộ hình thể và bôi phấn son. Đôi khi ông cưỡi lừa, bò, lạc đà, hoặc voi trắng mà không dùng yên. Đôi khi ông lệnh cho Thôi Quý Thư hoặc Lưu Đào Chi (劉桃枝) đến vác mình và một cái trống lớn để ông có thể đánh trống. Ông thường tiến hành tấn công bất ngờ vào tư gia của các quan lại quý tộc và hoàng thân quốc thích. Ông thường đi qua các đường phố, đôi khi ngồi trên đường phố và thậm chí đôi khi ngủ ở đó. Đôi lúc khi thời tiết ấm áp, ông có thể để lộ hình thể để đắm mình trong ánh nắng mặt trời, song thậm chí ngay cả vào mùa đông giá rét, ông cũng trần truồng và chạy xung quanh. Các đầy tớ của ông không thể chịu đựng được hành vi của ông, song bản thân ông không quan tâm.... Một lần, khi ông hỏi một người đàn bà trên đường, "Thiên tử như thế nào?" Người đàn bà này đáp lại, "Điên điên si si, có Thiên tử nào đâu." Ông đã ra lệnh chặt đầu người đàn bà này.
Một lần, khi ông say rượu và hành động một cách phi lý, Lâu thái hậu đã quở trách ông, đáp lại, ông đe dọa rằng sẽ gả bà cho một người Hồ cao tuổi. Đến khi Thái hậu trở nên tức giận, ông sợ hãi và muốn chọc để bà cười, vì thế ông đã bò trên mặt đất dưới chỗ bà ngồi, song ông đã vô tình làm bà bị thương trong lúc bày trò. Sau khi bình tĩnh lại, ông nhận ra rằng bản thân mình cũng bị thương, và ông đã đốt một đám lửa lớn, có ý nhảy vào để tự sát, khiến Thái hậu phải tóm lấy để cứu ông. Sau đó, Văn Tuyên Đế cam kế sẽ không uống rượu nữa, song đã chỉ làm được điều này trong 10 ngày. Ông cũng từng bắn một mũi tên vào nhạc mẫu Thôi thị (mẹ của Lý hoàng hậu) và đánh roi bà. Thậm chí, có tường thuật rằng hầu hết các phụ nữ trong hoàng tộc họ Cao đều đã bị buộc phải quan hệ tình dục với ông vào lúc này hay lúc khác. Khi người thiếp của Cao Hoan là Bành Thành thái phi Nhĩ Chu Anh Nga từ chối, Văn Tuyên Đế đã tự tay giết chết bà. Văn Tuyên Đế cũng trở thành một kẻ sát nhân khi uống rượu, ông luôn muốn giết người khi say. Dương Âm do đó đã lập ra một nhóm các tù nhân đã bị kết án để cho cấm quân có thể sử dụng nếu Văn Tuyên Đế muốn giết ai đó, một tù nhân bị kết án sẽ được đưa đến để Văn Tuyên Đế hành quyết, và nếu một tù nhân có thể sống sót trong vòng ba tháng mà không bị giết, anh ta sẽ được phóng thích.
Tuy nhiên, mặc dù có hành vi thất thường, Văn Tuyên Đế vẫn chú tâm vào nhiều vấn đề quan trọng, và do sự thô bạo của ông, các quan Bắc Tề đã không dám hủ bại. Hơn nữa, Dương Âm là một đại thần có tài, và Văn Tuyên Đế đã ủy thác đủ quyền lực để người này thi hành pháp luật. Do đó, mặc dù hoàng đế bạo lực và mất trí, song chính quyền Bắc Tề vẫn hoạt động hiệu quả.
Vào mùa đông năm 557, tin vào lời tiên tri rằng Cao Hoán sẽ trở thành hoàng đế, Văn Tuyên Đế đã ra lệnh bắt giữ Cao Hoán. Cao Hoán đã cố gắng chống lại, song vẫn bị bắt và bị giải đến Nghiệp thành. Khi một hoàng đệ là Vĩnh An vương Cao Tuấn (高浚) gửi nhiều kiến nghị thúc giục ông thay đổi hành vi của mình, Văn Tuyên Đế cũng đã cho bắt giữ Cao Tuấn, hai vị thân vương bị giam cầm trong địa lao.
Cũng vào mùa đông năm 557, Trần Bá Tiên đã buộc Lương Kính Đế phải thiện nhượng cho mình, thiết lập triều đại Trần, và rồi giết chết Kính Đế vào năm 558. Tướng Vương Lâm khi đó đang kiểm soát Hồ Nam và đông bộ Hồ Bắc hiện nay, đã từ chối quy phục triều Trần và tìm cách suy trì Lương thất. Do đó, Vương Lâm đã thỉnh cầu Bắc Tề đưa Vĩnh Gia vương Tiêu Trang về nước làm hoàng đế. Vào mùa xuân năm 558, quân Bắc Tề đã hộ tống Tiêu Trang đến lãnh địa của Vương Lâm, và Vương Lâm tuyên bố Tiêu Trang là hoàng đế, trở thành một chư hầu của Bắc Ngụy, với kinh thành đặt tại Giang Hạ (江夏, nay thuộc Vũ Hán, Hồ Bắc).
Vào thời điểm này, các chiến dịch quân sự của Văn Tuyên Đế và các hành động lãnh phí khác đã khiến ngân khố kiệt quệ. Ông cũng trở nên không hài lòng với người con trai trưởng Cao Ân, cho rằng Cao Ân có hành vi quá giống với người Hán, và tính đến việc phế truất ngôi vị hoàng thái tử của Cao Ân. Trong một lần, ông đã ra lệnh cho Cao Ân phải tự tay hành quyết một tù nhân, song Cao Ân đã không thể tự mình làm điều này, vì thế Văn Tuyên Đế đã đánh con trai bằng một cái roi da, khiến Cao Ân bị chứng khủng hoảng tinh thần và nhiều khi không thể nói được. Khi Văn Tuyên Đế say rượu, ông thường tuyên bố rằng cuối cùng sẽ truyền lại đế vị cho hoàng đệ Cao Diễn, và ông chỉ dừng lời khi Dương Âm và Ngụy Thâu thúc giục, họ cho rằng những lời nói của ông sẽ gây bất ổn định khi gây ra nghi ngờ về việc ai sẽ là người kế nhiệm ông.
Khoảng tết năm 559, Văn Tuyên Đế viếng thăm Cao Tuấn và Cao Hoán. Ban đầu, ông cảm thấy thương hại họ và tính đến việc phóng thích, song do lời thuyết phục của một hoàng đệ khác là Trường Quảng vương Cao Đảm, ông đã không làm như vậy, thậm chí còn dùng thương đâm xuyên qua họ. Ông cũng ra lệnh ném các ngọn đuốc vào họ, thiêu chết hai người. Ông ban vợ của các vương gia này cho các binh lính đã gây ra cái chết cho họ.
Vào mùa hè năm 559, Văn Tuyên Đế nghi ngờ rằng các thành viên hoàng tộc họ Nguyên của Bắc Ngụy cuối cùng sẽ cố tìm cách nắm lại quyền lực, vì thế ông đã ra lệnh thảm sát Nguyên gia, bất kể tuổi tác hay giới tính, và cho ném thi thể của họ xuống Chương Thủy. Chỉ có một vài hộ đặc biệt thân cận với Cao gia mới được tha.
Vào mùa thu năm 559, Văn Tuyên Đế lâm trọng bệnh, các sử gia tin rằng căn bệnh bắt nguồn từ chứng nghiện rượi của ông. Ông ta nói với Lý hoàng hậu: "Một con người sẽ sinh rồi tử, nên không có gì phải hối tiếc, song con trai Cao Ân của chúng ta còn quá trẻ, và người khác sẽ đoạt lấy ngai vàng của nó." Ông ta nói với Cao Diễn: "Hãy tiến lên và đoạt lấy ngai vàng, song đừng giết nó!" Tuy nhiên, Văn Tuyên Đế đã không thay đổi thứ tự kế vị, và sau khi ông ta băng hà, Cao Ân đăng cơ kế vị, tức Phế Đế. Các quan lại đã cố gắng than khóc khi ông qua đời, song đã không ai có thể nhỏ một giọt nước mắt ngoại trừ Dương Âm.

## Gia đình

### Hậu phi
- Hoàng hậu Lý Tổ Nga, lập năm 550, sinh Cao Ân và Cao Thiệu Đức
- Đoàn chiêu nghi (段昭仪) , em gái của Đoàn Thiều (段韶) , con gái đại thần Đoàn Vinh (段榮) , có quan hệ họ hàng gần với Thái hậu Lâu Chiêu Quân , sau tái giá với Đường Ung (唐邕).
- Hoằng Đức phu nhân Nhan Ngọc Quang (顏玉光 , 530 - 576), người Kỳ Châu , năm Thiên Bảo thứ nhất (550) phong Tần (嫔) ,  sinh Cao Thiệu Liêm nên tấn phong Phu nhân (玉光) , địa vị đứng thứ ba sau Lý Hoàng hậu và Đoàn Chiêu nghi. Văn Tuyên Đế băng , phong Lũng Tây Thái phi (陇西太妃).
- Phùng thế phụ (冯世妇), sinh Cao Thiệu Nghĩa
- Bùi tần (裴嫔), sinh Cao Thiệu Nhân
- Vương tần (王嫔)
- Đại Tiết tần (代薛嬪 , ? - 555) , nhan sắc mỹ mạo , rất được Văn Tuyên Đế sủng ái , sinh một công chúa vô danh , sau lại bi chính ông giết chết dã man.
- Tiểu Tiết tần (小薛嬪) , em gái Đại Tiết tần.
- Bành thị (彭氏) , con gái Bành Nhạc , sau trở thành thiếp của Vũ Thành Đế.
- Nhậm thị (任氏) , con gái Nhậm Tường (任祥) , sau trở thành thiếp của Vũ Thành Đế.

### Con trai
- Phế Đế Cao Ân, lập làm hoàng thái tử năm 550
- Thái Nguyên vương Cao Thiệu Đức (高紹德), bị Bắc Tề Vũ Thành Đế giết năm 562
- Phạm Dương vương Cao Thiệu Nghĩa (高紹義) được phong năm 560, sau trở thành hoàng đế lưu vong
- Tây Hà vương Cao Thiệu Nhân (高紹仁)
- Lũng Tây vương Cao Thiệu Liêm (高紹廉) được phong năm 560

### Con gái
- Trung Sơn công chúa
- Một công chúa vô danh , do Đại Tiết tần sinh.